# Taccarum weddellianum
Taccarum weddellianum är en kallaväxtart som beskrevs av Adolphe-Théodore Brongniart och Heinrich Wilhelm Schott. Taccarum weddellianum ingår i släktet Taccarum och familjen kallaväxter. Inga underarter finns listade.

## Bildgalleri

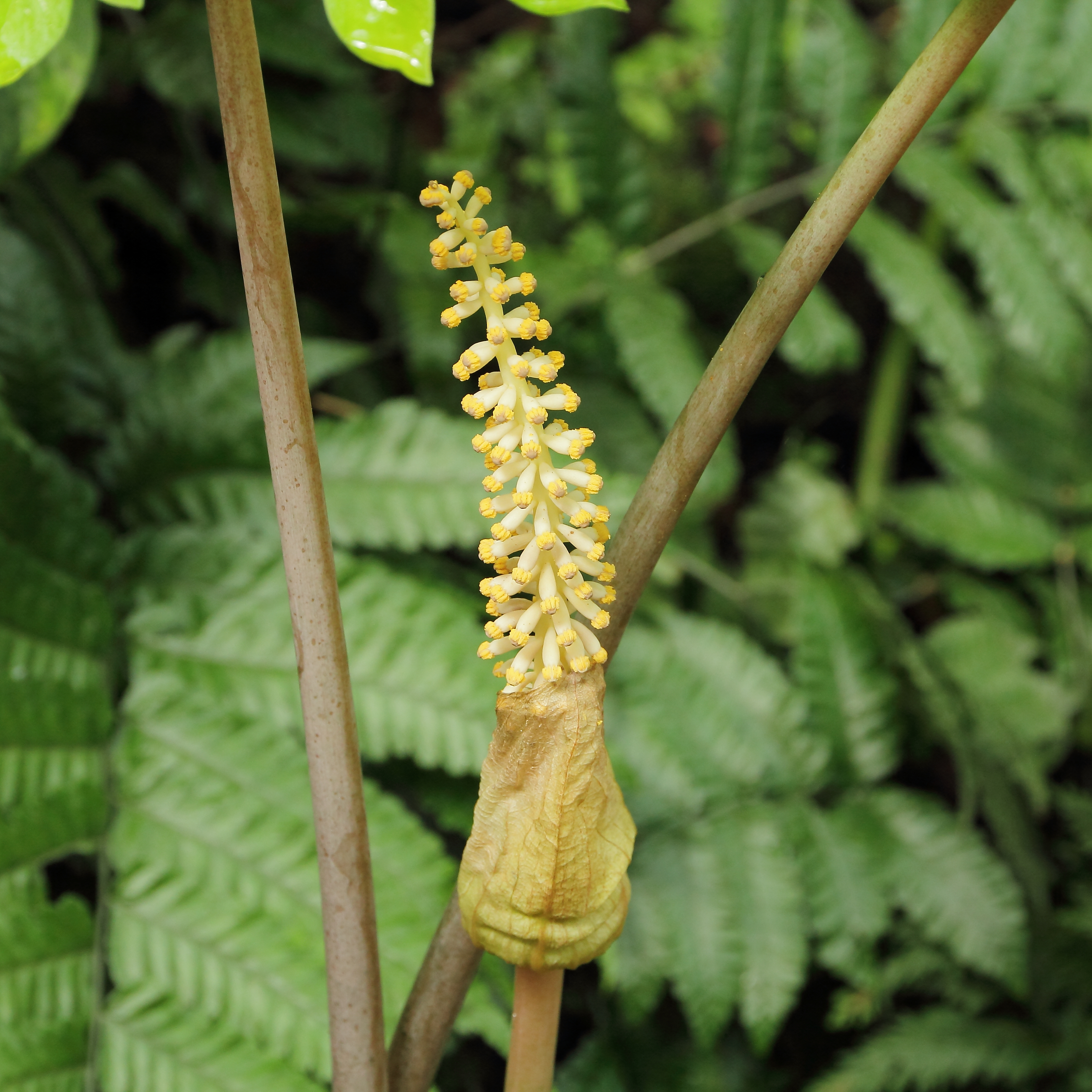
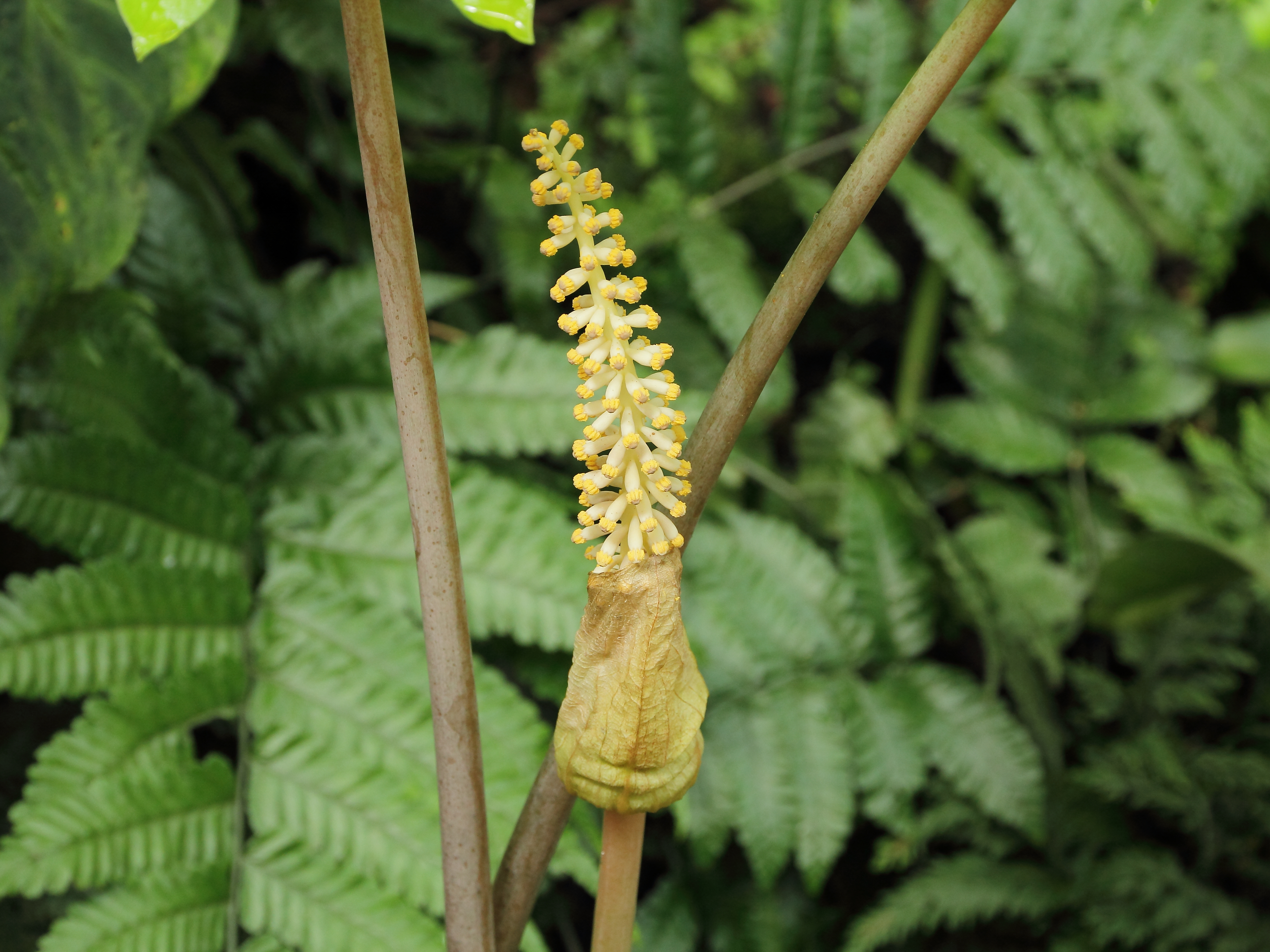